# 莱村
莱村（法語：Laye）是法国上阿尔卑斯省的一个市镇，位于该省中部偏西，属于加普区。该市镇的总面积为10.55平方公里，2009年时的人口为234人。

## 人口
莱村人口变化图示
| 数据来源：INSEE |